# ロードレース (オートバイ)

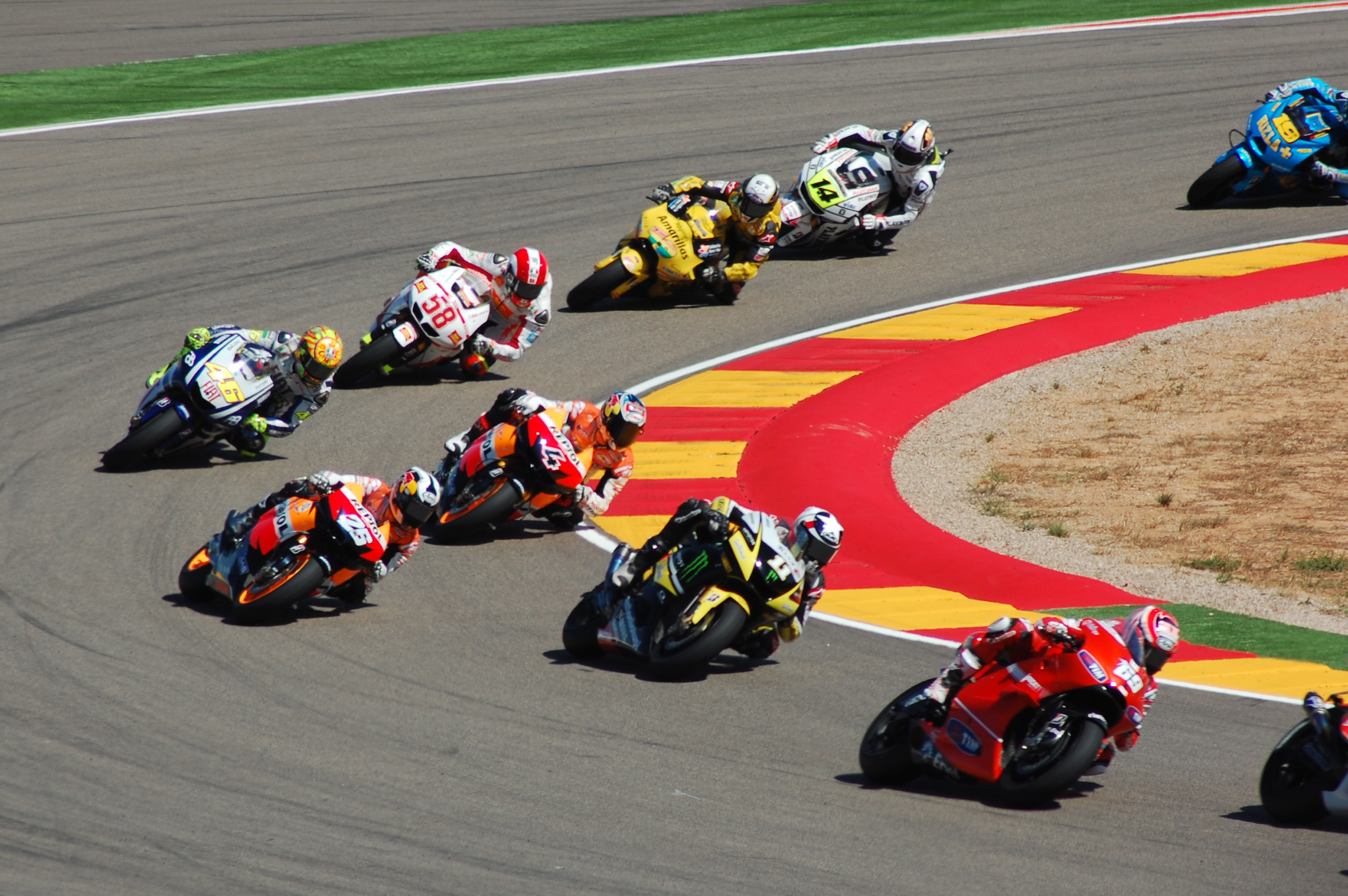
ロードレース世界選手権

オートバイのロードレース(英: road racing)は、舗装されたコースで行われるオートバイ競技の一形態。

## 概要
ロードレースは、舗装されたサーキットや公道を利用した特設コースで、指定された距離（周回数）を走行してゴールした順に順位が付けられるレースと、指定された時間を走行して最も長い距離を走れた順に順位が付けられるレースがある。全車が横一列になってスタートすることができないため、複数の列に並べられる場合やコースに沿って1列に並べられる場合がある。スタート時の並び順はスターティンググリッドと呼ばれ、前方ほど有利になることから、多くの場合は順列が予選によって決定される。予選では各ライダーが同時にコースインして走行し、1周の走行にかかる時間（ラップタイム）のうち、競うタイムアタックによる方法が最も一般的である。規定の時間内で最も速かったラップタイム（ベストラップ）が速い順に有利なスターティンググリッドが割り当てられる。鈴鹿8時間耐久ロードレース（鈴鹿8耐）など一部のレースではライダーが一人ずつコースインして1周または2周の単独タイムアタックが行われ、「スペシャルステージ」「スーパーポール」などと呼ばれる。最も有利なスタート位置は最前列の第1コーナー外側（右コーナーなら左側）で、ポールポジションと呼ばれる。
現在のロードレースは大半がサーキットで開催される。その一方、イギリスのマン島TTレースに代表される公道レースも存続している。またサーキットの中には、一部に公道区間を含むものもある。走行距離で分けると、比較的短い距離を一人のライダーが走りきるスプリントレースと、比較的長い距離（時間）を複数のライダーが交替しながら走る耐久レースとに分けられる。スプリントレースの最高峰はロードレース世界選手権 (MotoGP) とされ、耐久レースの最高峰は世界耐久選手権とされる。
ロードレースに用いられる車両には、公道を走れないレース専用車両（ロードレーサー）を用いる場合と、公道走行可能な一般市販車あるいはその改造車（プロダクションマシン）を用いる場合がある。レース専用車両を用いるレースの最高峰は世界GPである。プロダクションマシンを用いるレース（プロダクションレース）の最高峰はスーパーバイク世界選手権とされる。また、運転者（ドライバー）と同乗者（パッセンジャー）の2人が乗って走行するサイドカーによるロードレース（サイドカーレース）も行われていて、ロードレース用のサイドカーはニーラーと呼ばれる。
ロードレースと対義になるのは、モトクロス（未舗装で起伏の激しいコースを走るレース）、フリースタイルモトクロス（ジャンプにおける動作の難易度を競う競技）、エンデューロ（保安部品が付いた車両によるオリエンテーリングとラリーが合わさったレース）、トライアル（未舗装の悪路などを足を着かずに走破する技を競う）、トラックレーシング（様々な不整地の平坦なオーバルコースを周回するレース）、スーパーモタード（舗装路と未舗装路を織り交ぜたコースを走るレース）、ジムカーナ（駐車場など比較的狭い場所で小回りの技やタイムを競う）、ドラッグレース（直線を停止状態から発進しゴールまでの時間を競う競技）、ランドスピード（直線における到達最高時速を競う競技）、モトボール（オートバイで行うポロ）などである。

## 起源
ロードレースは、その名の通り本来は一般公道（ロード）で開催されるものだった。蒸気エンジンで動く自動車が誕生後、1878年にアメリカで速さを競う競技が行なわれ、同時期にはヨーロッパでもこのような競技が行われていた。ガソリンエンジン登場後の1887年、フランスのパリ - ベルサイユ間約30kmを走る自動車レースが行われ、1894年には、パリ - ルーアン間140kmのレースが行われた。本格的に速さを競うレースは1895年のパリ - ボルドー間往復1,200kmのレースで、この「第1回パリ・ボルドー・レース」を初めての自動車レースとする見解が有力である。スタート地点は都市の広場で、そこから出発して、民家や商店、マンホールなどがある道路を走り、郊外の道路を走り抜けて次の都市まで速さを競って走る。これが自動車・バイクのロードレースの初期の姿である。このような公道を使用した都市間レースの危険性を除去するために、レースの形態は市街地の一定地域を周回するコースを走る形へと変化していく。当初は公道を閉鎖して周回コースを設定する公道サーキットであったが、その後、レース専用のクローズド・サーキットが建設されるようになる。日本では1925年（大正14年）と1926年（大正15年）に、名古屋 - 上越地方間の公道を走るロードレースが行われた。
これに対し、閉鎖されたオーバルコース（トラック）を使用する「トラックレース」も行われた。
ただし一般公道でのレースは非常に危険で、住民生活にも多大な影響を与えてしまうため、一般公道に似せたレース専用コースである「ロードサーキット」（略称はサーキット）が建設されるようになった。
現在のロードレースは、多くがレース専用のサーキットで開催されている。その一方、公道を使用するレースも存続している。

## 主なロードレース一覧

### 世界選手権
- ロードレース世界選手権（WGP）:（MotoGP、Moto2、Moto3）
- スーパーバイク世界選手権（SBK）:（スーパーバイク、スーパースポーツ）
- 世界耐久選手権（EWC）:（鈴鹿8耐、ル・マン24時間等が組み込まれる）

### 各国の国内選手権
- 日本
  - 全日本ロードレース選手権:（JSB1000、ST1000、ST600、J-GP3）
- アメリカ
  - AMAスーパーバイク選手権（AMA-SB）:（アメリカン・スーパーバイク、デイトナ・スポーツバイク、スーパースポーツ、XR1200）
- イギリス
  - ブリティッシュスーパーバイク選手権（British Superbike Championship, 略称BSB）:（スーパーバイク、スーパースポーツ、STK1000、STK600、125GP他）[7]
- スペイン
  - スペインロードレース選手権（Campeonato de España de Velocidad, 略称CEV）:（ストックエクストリーム、Moto2、125GP、カワサキ・ニンジャカップ）[8]
- イタリア
  - イタリアロードレース選手権（Campionato Italiano Velocità, 略称CIV）:（スーパーバイク、スーパースポーツ、STK1000、STK600、125GP）[9]
- ドイツ
  - ドイツロードレース選手権（Internationale Deutsche Motorradmeisterschaft, 略称IDM）:（スーパーバイク、スーパースポーツ、125、サイドカー）[10]
- フランス
  - フランススーパーバイク選手権（Championat de France Superbike, 略称FSBK）:（スーパーバイク、スーパースポーツ、ピレリ600、125、サイドカー、TopTwin）[11]
- オーストラリア
  - オーストラリアスーパーバイク選手権（Australian Superbike Championships, 略称ASBK）:（スーパーバイク、スーパースポーツ、STK1000、STK600、250GP、125GP）[12]

上記以外の国でも国内選手権レースが開催されている。